# Troféu HQ Mix de melhor produção para outras linguagens
Produção para outras linguagens é uma das categorias do Troféu HQ Mix, premiação brasileira dedicada aos quadrinhos que é realizada pela Associação dos Cartunistas do Brasil (ACB) e pelo Instituto do Memorial das Artes Gráficas do Brasil (IMAG) desde 1989.

## História
Na primeira edição do Troféu HQ Mix, em 1989, foi criada a categoria "Adaptação para outro veículo", com o objetivo de premiar obras em mídias diversas que sejam baseadas em quadrinhos ou sobre o assunto, incluindo adaptações para o cinema e a TV, documentários, peças teatrais, livros, etc. Em 2011, a categoria foi renomeada para  "Produção em outras linguagens" e em 2016 passou a se chamar "Adaptação para outra linguagem". No ano seguinte, assumiu o nome "Produção para outras linguagens"

## Vencedores e indicados
| Ano  | Obra                                                                           | Autor(es)                                                                      | Tipo                                                                           | Outros indicados | Notas         |
| ---- | ------------------------------------------------------------------------------ | ------------------------------------------------------------------------------ | ------------------------------------------------------------------------------ | --- | ------------- |
| 1989 | Cáspite                                                                        | Sylvio Pinheiro, produtor                                                      | Rádio                                                                          | | [ 1 ]         |
| 1993 | Banana Stickers                                                                | Angeli                                                                         | Álbum de figurinhas                                                            | | [ 1 ]         |
| 1995 | Batman - a série animada                                                       | Bruce Timm, criador                                                            | Desenho animado                                                                | | [ 1 ]         |
| 1996 | Rê Bordosa, o Ocaso de uma Doida                                               | Betty Erthal e Angeli, roteiristas                                             | Teatro                                                                         | | [ 1 ]         |
| 1997 | O cavaleiro da tristíssima figura                                              | Jorge Miguel Marinho                                                           | Livro                                                                          | | [ 1 ]         |
| 1998 | HQ CD                                                                          |                                                                                | CD-Rom                                                                         | | [ 1 ]         |
| 1999 | Spawn                                                                          | Todd McFarlane                                                                 | Desenho animado                                                                | | [ 1 ]         |
| 2000 | Will Eisner - profissão cartunista                                             | Marisa Furtado, diretora                                                       | Documentário                                                                   | | [ 5 ]         |
| 2001 | X-Men - o filme                                                                | Bryan Singer, diretor                                                          | Cinema                                                                         | | [ 6 ]         |
| 2002 | Gorillaz                                                                       |                                                                                | Música                                                                         | | [ 7 ]         |
| 2003 | Homem-Aranha                                                                   | Sam Raimi, diretor                                                             | Cinema                                                                         | | [ 8 ]         |
| 2004 | X-Men 2 - o filme                                                              | Bryan Singer, diretor                                                          | Cinema                                                                         | | [ 9 ]         |
| 2005 | Homem-Aranha 2                                                                 | Sam Raimi, diretor                                                             | Cinema                                                                         | | [ 10 ]        |
| 2006 | Sin City - a cidade do pecado                                                  | Robert Rodriguez e Frank Miller, diretores                                     | Cinema                                                                         | - Adult Swim, do Cartoon Network, com os cartunistas Angeli, Adão Iturrusgarai, Glauco, Laerte, e Caco Galhardo - estúdio de animação Daniel Messias. - Cine Gibi 2, da Turma da Mônica - Avenida Dropsie: um bairro, um universo, de Will Eisner, Teatro Popular do Sesi - Batman Begins - Constantine - Quarteto Fantástico | [ 11 ] [ 12 ] |
| 2007 | Wood & Stock - sexo, orégano e rock'n'roll                                     | Otto Guerra, diretor                                                           | Cinema (curta-metragem)                                                        | - Gatão de Meia-Idade (Cinema) - Downtown Filmes - Graphic (Teatro) - Companhia Vigor Mortis - Homem Voa? (Teatro) - Cia. Catibrum de Teatro de Bonecos - Novas Havaianas Cartunistas - Superman - o retorno (Cinema) - Warner - X-Men 3: O Confronto Final (Cinema) - Fox | [ 13 ] [ 14 ] |
| 2008 | 300                                                                            | Zack Snyder, diretor                                                           | Cinema                                                                         | - 1º Salão Mackenzie de Humor e Quadrinhos - Documentário - Carlos Zéfiro - Calendário (Cervejaria Devassa) - Homem-Aranha 3 - Filme - HQs - Quando A Ficção Invade A Realidade - Romance (Rosana Rios) - Três Irmãos de Sangue - Documentário - Turma da Mônica: Uma Aventura no Tempo | [ 15 ] [ 16 ] |
| 2009 | Batman - o cavaleiro das trevas                                                | Christopher Nolan, diretor                                                     | Cinema                                                                         | - Aline (série de TV) - O Caderno da Morte - Death Note (teatro) - A Noite dos Palhaços Mudos (teatro) - Homem de Ferro (cinema) - Persépolis (cinema) - Hellboy II: O Exército Dourado (cinema) | [ 17 ] [ 18 ] |
| 2010 | Los 3 Amigos                                                                   | Daniel Messias, diretor                                                        | Cinema (curta-metragem)                                                        | - Aline (série de TV) - Avenida Dropsie (teatro) - Batman - Arkham Asylum (video game) - Watchmen (filme) - X-Men Origens: Wolverine (filme) - Death Note (teatro) | [ 19 ] [ 20 ] |
| 2011 | Malditos Cartunistas                                                           | Daniel Garcia e Daniel Paiva                                                   | Documentário                                                                   | - A Super Comédia Canibal (show de comédia) - Kick-Ass - Quebrando Tudo (filme) - Laerte (mini-documentário) - Mulheres Alteradas (teatro) - Scott Pilgrim Contra o Mundo (filme) - Super-heróis - O Poderoso Livro Pop-up (livro) | [ 2 ] [ 21 ]  |
| 2012 | Angeli 24 Horas                                                                | Beth Formaggini                                                                | Documentário                                                                   | - As Aventuras de Tintim (filme) - Batman: Ano Um (Longa de Animação) - Capitão América: O Primeiro Vingador (Filme) - O Ogro (Animação) - Pieces (Teatro) - The Walking Dead (série de televisão) | [ 22 ] [ 23 ] |
| 2013 | Malditos Cartunistas                                                           | Daniel Garcia e Daniel Paiva                                                   | Série de TV                                                                    | - A guerra dos gibis (filme) - Ao mestre com carinho - Rodolfo Zalla (filme) - Penas (filme) - Cena HQ Brasil (teatro) - Vestido de Laerte (filme) - Zéfiro Explícito (filme) | [ 24 ] [ 25 ] |
| 2014 | Cena HQ                                                                        |                                                                                | Projeto teatral apresentado na Caixa Cultural                                  | - Arrow (série de televisão) - Azul é a Cor mais Quente (Filme) - Batman: Arkham Origins (Game) - Luz, Anima, Ação (Documentário dirigido por Edu Calvet) - Agents of S.H.I.E.L.D. (Série de TV) - Vida de Estagiário (Série de TV) | [ 26 ] [ 27 ] |
| 2015 | Cena HQ                                                                        |                                                                                | Projeto teatral apresentado na Caixa Cultural                                  | - Agents of S.H.I.E.L.D 2ª Temporada (série de TV) - Capitão América 2: O Soldado Invernal (filme) - Guardiões da Galáxia (filme) - Lili, a Ex (série de TV) - Luzcia, a Dona do Boteco (curta baseado em HQ de Luciano Salles) - X-Men: Dias de Um Futuro Esquecido (filme) | [ 28 ] [ 29 ] |
| 2016 | Beladona, de Ana Recalde e Denis Mello                                         | Projeto Cena HQ, Quadrinhofilia e Vigor Mortis                                 | Teatro                                                                         | - Aos cuidados de Rafaela (Zarabatana), de Marcelo Saravá e Marco Oliveira – Projeto Cena HQ (TEATRO) – Quadrinhofilia e Vigor Mortis - As coisas que Cecília fez, de Liber Paz – Projeto Cena HQ (TEATRO) – Quadrinhofilia e Vigor Mortis - Dora de Bianca Pinheiro (TEATRO) – Quadrinhofilia e Vigor Mortis - Homem-Formiga (FILME) - Kingsman - Serviço Secreto (FILME) - Louco: Fuga de Rogério Coelho (TEATRO) Quadrinhofilia e Vigor Mortis - Mônica é Daltônica? (LIVRO ILUSTRADO) – QUADRINHOS NA CIA - Quanta Academia de Artes, direção de Caio Castanho Girardi e Fabio Hosoi Resende (FILME DOCUMENTÁRIO) – FastForward Vídeos - Vingadores: Era de Ultron (FILME) | [ 30 ] [ 31 ] |
| 2017 | Cena HQ - A Infância do Brasil                                                 |                                                                                | Teatro                                                                         | Eleito pela comissão e pelo júri especial | [ 4 ]         |
| 2018 | Traço Livre - O Quadrinho Independente no Brasil                               |                                                                                | Documentário                                                                   | - A Macabra Biblioteca do Dr. Lucchetti (Teatro) - Fliperama Mundo Cão (Ópera Rock Multimidia) | [ 32 ] [ 33 ] |
| 2019 | Em Foco - Salão Internacional de Humor de Piracicaba                           |                                                                                | Documentário                                                                   | - Fanzine Tchê: 30 Anos de Resistência - Jogo do Eclesiástico – Fuga do Pesadelo - Linha de Colecionáveis DC COMICS por Ivan Reis - O Evangelho segundo Tauba e Primal | [ 34 ] [ 35 ] |
| 2020 | Turma da Mônica: Laços / filme live action Daniel Rezende, diretor             | Turma da Mônica: Laços / filme live action Daniel Rezende, diretor             | Turma da Mônica: Laços / filme live action Daniel Rezende, diretor             | - Turma do Cabeça Oca Contra o Bullying / peça teatral (Christie Queiroz) - The Boys 1ª Temporada / série de TV - Turma do Pererê.Doc / documentário (Ricardo Favilla, diretor) - A Mulher Surda na Segunda Guerra Mundial / exposição virtual (Germano Weniger Spelling) - Umbrella Academy 1ª Temporada / série de TV | [ 36 ] [ 37 ] |
| 2021 | A Todo Vapor! / série Felipe Reis, diretor                                     | A Todo Vapor! / série Felipe Reis, diretor                                     | A Todo Vapor! / série Felipe Reis, diretor                                     | Eleito pela comissão organizadora | [ 38 ] [ 39 ] |
| 2022 | Bob Cuspe: Nós Não Gostamos de Gente / filme de animação César Cabral, diretor | Bob Cuspe: Nós Não Gostamos de Gente / filme de animação César Cabral, diretor | Bob Cuspe: Nós Não Gostamos de Gente / filme de animação César Cabral, diretor | - E-imigrações / criação literária digital (Alckmar Luiz dos Santos, Rafael Soares Duarte, Vinícius Rutes, Samuel Casal, Daniel Duarte e Rafaela Kreutz) - O Retrato do Mal / curta-metragem de animação (Márcio Mário da Paixão Júnior, diretor) - Obizarro - Residência Artística da Bienal de Quadrinhos / atividade cultural (Luiz Gê e Arrigo Barnabé) - Sêno Môkere Káxe Koixômuneti - Turma da Mônica: Lições / filme live action (Daniel Rezende, diretor) | [ 40 ] [ 41 ] |
| 2023 | Calaboca e Escuta / curta-metragem live action Daniel Bretas, diretor          | Calaboca e Escuta / curta-metragem live action Daniel Bretas, diretor          | Calaboca e Escuta / curta-metragem live action Daniel Bretas, diretor          | Eleito pela comissão organizadora | [ 42 ] [ 43 ] |